# Psychotria ponce-leonis
Psychotria ponce-leonis är en måreväxtart som beskrevs av Julián Baldomero Acuña Galé och Roíg. Psychotria ponce-leonis ingår i släktet Psychotria och familjen måreväxter. Inga underarter finns listade i Catalogue of Life.